# ヴルタヴァ (小惑星)
ヴルタヴァ (2123 Vltava) は小惑星帯に位置する小惑星。
ロシアの女性天文学者、リュドミーラ・チェルヌイフがクリミア天体物理天文台で発見した。

## 命名
チェコのプラハを流れるヴルタヴァ川から命名された。
ヴルタヴァはベドルジハ・スメタナの連作交響詩『わが祖国』 の1曲のタイトルになっている（日本ではドイツ語読みの「モルダウ」としても有名）。